# جایزه هیئت داوران جهانی
جایزه هیئت داوران جهانی (انگلیسی: Prize of the Ecumenical Jury)، یک جایزه فیلم مستقل برای فیلم‌های بلندی است که از سال ۱۹۷۳ در جشنواره‌های بین‌المللی فیلم به نمایش درآمده است. این جایزه توسط فیلمسازان مسیحی،  منتقدان فیلم و دیگر متخصصان سینما ایجاد شده است. هدف این جایزه «ارج نهادن به آثاری با کیفیت هنری است که گواه قدرت فیلم در آشکار کردن اعماق اسرارآمیز انسان‌ها از طریق آنچه به آنها مربوط می‌شود، آسیب‌ها و ناکامی‌ها و همچنین امیدهایشان است.»